# J・ルイス駅
J・ルイス駅（ジェー・ルイスえき、英語: J. Ruiz station）は、フィリピン・マニラ首都圏のサンフアン市にあるマニラLRT2号線の駅である。駅名は真下を通るフアン・ルイス通りに由来しており、その通り名はピナグラバナン教会のあるエルポルボリン包囲戦に参加したカティプナンのフアン・ルイスに由来している。
サンフアン市唯一の駅である。

## 歴史
- 2004年4月5日 - 開業。

## 駅構造
相対式ホーム2面2線を有するを有する高架駅である。

## 駅周辺
- San Juan City Hall
- San Juan Medical Center
- Pinaglabanan Shrine
- St. John the Baptist Church